# Lago della Maura
Il lago della Maura è un lago montano nel territorio del comune di Entracque, Valle Gesso (CN).
Questo lago, è uno specchio d'acqua di dimensioni medie. Nato per via dell'escavazione glaciale è dominato dall'imponente massiccio del Gelas.
Questo lago fa parte del parco naturale delle Alpi Marittime.

## Come raggiungerlo
Passato l'abitato di Borgo san Dalmazzo si prosegue verso Valdieri e superato quest'ultimo, al bivio per San'Anna di Valdieri si seguono le indicazioni per Entracque.
Dopo circa 500m. svoltare a destra verso San Giacomo e da lì si comincia a salire verso la diga della piastra e la diga del Chiotas.
Raggiunto il bivio per San Giacomo, proseguire fino alla Borgata, dove si trova un ampio parcheggio. A questo punto, abbandonata l'auto, seguire la strada che conduce al rifugio Soria Ellena.
Giunti al rifugio, proseguire su sentiero segnavia M18 per la Pera de Fener e il lago della Maura.
Tempo di salita da San Giacomo, circa 4 ore e 30.

## Fauna
Lungo il percorso ed in prossimità del lago si possono incontrare esemplari di stambecco, camoscio, molte marmotte ed il gipeto barbuto.

## Punto di appoggio
Rifugio Soria Ellena